# Facundo Buonanotte
Facundo Buonanotte (Pérez, 2004. december 23. –) argentin korosztályos válogatott labdarúgó, az angol Brighton & Hove Albion középpályása, de kölcsönben a Leicester City színeiben szerepel.

## Pályafutása

### Klubcsapatokban
Buonanotte az argentínai Pérez városában született. Az ifjúsági pályafutását a Rosario Central akadémiájánál kezdte.
2022-ben mutatkozott be a Rosario Central első osztályban szereplő felnőtt keretében. Először a 2022. június 17-ei, Godoy Cruz ellen 1–0-ra megnyert mérkőzés 71. percében, Walter Montoya cseréjeként lépett pályára. Első gólját 2022. július 9-én, a Sarmiento ellen hazai pályán 1–0-ás győzelemmel zárult találkozón szerezte meg. 2023. január 1-jén 3½ éves szerződést kötött az angol első osztályban érdekelt Brighton & Hove Albion együttesével.

### A válogatottban
Buonanotte 2022-ben debütált az argentin U20-as válogatottnak. Először a 2022. március 26-ai, Amerika ellen 2–2-es döntetlennel zárult mérkőzés 60. percében, Tiago Geralnikot váltva lépett pályára. Első válogatott gólját 2022. május 10-én, Peru ellen 3–1-re megnyert barátságos mérkőzésen szerezte meg.

## Statisztikák
2022. október 24. szerint
| Klub            | Szezon   | Osztály          | Bajnokság | Bajnokság | Kupa  | Kupa | Nemzetközi | Nemzetközi | Összesen | Összesen |
| Klub            | Szezon   | Osztály          | Meccs     | Gól       | Meccs | Gól  | Meccs      | Gól        | Meccs    | Gól      |
| --------------- | -------- | ---------------- | --------- | --------- | ----- | ---- | ---------- | ---------- | -------- | -------- |
| Rosario Central | 2022     | Liga Profesional | 24        | 4         | 10    | 0    | —          | —          | 34       | 4        |
| Összesen        | Összesen | Összesen         | 24        | 4         | 10    | 0    | 0          | 0          | 34       | 4        |